# Volumina für Orgel
Volumina für Orgel ist eine 1962 uraufgeführte Komposition von György Ligeti. Mit dem Ricercare per Organo von 1953 und den später entstandenen Etüden Harmonies und Coulée gehört es zu den einzigen für die Orgel bestimmten Werken dieses Komponisten und ist sein bekanntestes Orgelstück. Volumina gilt als wichtige Wegmarke in Ligetis kompositorischem Schaffen und leitete eine „Revolution“ der Orgelmusik ein. Es zählt inzwischen zu den Klassikern der Neuen Musik.

## Werk

### Kompositionsstruktur
Volumina kommt ohne Zeit strukturierende Formen wie Melodie und Rhythmus aus. Die Komposition ist vor allem von Variationen der Klangfarbe und -fülle sowie emergenten Schwebungen gekennzeichnet. Volumina verzichtet weitgehend auf Zäsuren, sondern arbeitet mit der räumlichen Wirkung „stationärer Klangräume“. Gerd Zacher schreibt, dass es in dem Stück einen „Rhythmus“ nur als Fluss in der Zeit gebe, nicht als ruckartige Zeitbewegung. Die Tonhöhen träten „in solchen Mengen“ auf, dass an Melodie oder Harmonie nicht zu denken sei. Ohne die üblichen Orientierungen werde die Aufmerksamkeit für Neues frei, was Zacher als Klangfülle oder, unter Bezug auf den Titel des Stücks- als „Volumina“ bezeichnet. Verschiedene Volumina entstünden durch unterschiedliche Mengen von Tasten und Registern, unterschiedliche Lautstärken, Höhenlagen und Spielgeschwindigkeiten.
Wegen dieses Verzichts auf Zeit strukturierende Elemente und die Konzentration auf die Klangfülle wird häufig gesagt, dass Ligeti mit Volumina ein Werk geschaffen habe, bei dem die Musik aus der Zeit genommen und in den Raum gestellt werde, was Adornos „Pseudomorphismus der Malerei in der Musik“ nahekomme. Ligeti knüpfte damit an seine Orchesterwerke Apparitions (1958/1959) und Atmosphères (1961) an, die ebenfalls als Klangraumkompositionen konzipiert waren. Allerdings machte es die Orgel aus spieltechnischen Gründen erforderlich, die Cluster noch statischer und dichter anzulegen, so dass Bewegung nicht so sehr durch verwobene Einzelstimmen, sondern vor allem durch instrumenttypische Interferenzen entsteht, die einen „flirrenden Effekt“ erzeugen.
Zu Beginn des Stückes sind für ein „Totalcluster“ alle Register gezogen und es gibt die Anweisung an den Organisten, die gesamte Tastatur eines mit ihnen gekoppelten Manuals vollständig gedrückt zu halten. Erst dann soll der Motor der Orgel eingeschaltet werden, so dass die Musik sozusagen aus dem Nichts entsteht, bis der Motor ausreichend Luftdruck aufgebaut hat. In der Folge werden nach und nach tiefere Register geschlossen, so dass der anfänglich wuchtige Impuls schließlich grazileren Strukturen weicht. Auch am Ende des Stückes wird die Orgel wieder an ihre Grenzen gebracht, wenn durch Ausschalten des Motors die Windversorgung der Pfeifen nach und nach zusammenbricht.

### Notation
Um die großen dichten Cluster wiederzugeben, bei denen meist ganze Teile der Tastatur blockiert werden, benutzte Ligeti in der Spielpartitur von 1966 grafische Notation ergänzt durch handschriftliche Spielanweisungen. Auf Notenlinien und Taktstriche hat er ganz verzichtet, wobei eine Partiturseite etwa 45 Sekunden – bei einer Gesamtlänge von ca. 15 Minuten – entspricht. Ligeti hat eigens eine Legende erstellt, um die verwendeten Symbole zur Bezeichnung chromatischer, diatonischer und pentatonischer Cluster sowie Cluster mit beweglichen Konturen oder internen chromatischen Bewegungen zu erläutern. Zum Stück als Ganzem heißt es in den Anweisungen: 

„Die Großform des Stückes ist wie ein einziger großer Bogen zu gestalten: es gibt im Stück keine Pausen, ja auch keine eigentlichen Zäsuren; […] Die stationären Klangräume und ihre allmähliche, kontinuierliche Veränderung sollen vom Interpreten so realisiert werden, daß die klanglichen Zustände und Vorgänge die Empfindung großer Ruhe erwecken.“

Franz Danksagmüller hat die Notation 2013 in der Lübecker St. Jakobikirche zum Gegenstand gemacht, indem er die bearbeitete Partitur während der Aufführung an die Kirchendecke projizierte.

### Spieltechnik
Zum Spielen des Stückes ist eine besondere Clustertechnik erforderlich, bei der Unterarme, Fäuste und die flache Hand zum Einsatz kommen. Neben dem bereits erwähnten An- und Ausschalten des Motors bei durchgehaltenen Klängen wurden im Stück weitere Techniken zur Manipulation des Winddrucks, halb herausgezogene Registerschleifen und balancierter Tastendruck erprobt. Einen Eindruck vom – für den Live-Zuhörer in der Regel verborgenen – Geschehen am Spieltisch gab eine Arte-Dokumentation über eine Aufführung an der Orgel des Klosters Engelberg. Dem Einsatz der Register kommt eine ähnlich wichtige Rolle zu wie dem Spielen auf den Manualen, so dass von einer „Emanzipation der Registranten“ gesprochen wurde.

## Entstehung und Uraufführung
Volumina war Ligetis erstes Auftragswerk seit seiner Flucht aus Ungarn, um das er und andere Komponisten von Hans Otte für eine Aufführung an der Sauer-Orgel des Bremer Doms gebeten wurden. Otte, der drei Jahre zuvor als jüngster Musikchef der ARD bei Radio Bremen angestellt worden war, hatte im Rahmen der von ihm initiierten Konzertreihe „pro musica nova“ den Komponisten folgende Frage aufgegeben: „Wie kann man in zeitgenössischer Musik die Orgel einsetzen?“ Das Werk sollte am 4. Mai 1962 von Karl-Erik Welin uraufgeführt werden, nachdem Ligeti es 1961/1962 komponiert hatte. Der damalige Präsident der Bremer Dombauherren untersagte, nachdem die Veranstalter zuvor bereits eine Zusage erhalten hatten, die Veranstaltung des Konzerts im Dom.
Für diese Entscheidung werden von unterschiedlichen Zeitzeugen verschiedene Gründe angegeben. Ligeti selbst berichtet, dass die Uraufführung in Sorge um die Sauer-Orgel nach einem Schwelbrand abgesagt wurde, den das Stück bei einer Probe auf einer Orgel in Göteborg ausgelöst habe. Der ebenfalls mit einem Werk an der Uraufführung beteiligte Komponist Bengt Hambraeus will sich dagegen daran erinnern, dass die Entscheidung Ausdruck der Missbilligung darüber war, dass Hans Otte im Rahmen seiner eigenen Komposition Alpha–Omega einen sakralen Tanz aufführen wollte. Der Brand, ausgelöst offenbar durch eine Stopfnadel, die eine fehlende Sicherung ersetzen sollte, hätte sich erst infolge des Verbots auf der Suche nach einer alternativen Orgel für die Einspielung ereignet. Schließlich wurde das Stück für die Uraufführung an zwei Stockholmer Orgeln eingespielt, die zusammengenommen einen vergleichbaren Klang wie die Bremer Orgel hatten, und daraus eine Aufnahme zusammengeschnitten, die dann in der Konzerthalle von Radio Bremen vom Band abgespielt wurde. In der Eile war allerdings übersehen worden, dass das Tonband zu kurz war, so dass bei der Einspielung das Ende des Stückes nicht mit aufgenommen worden war.
Auch wenn sich die zahlreichen Pannen und Legenden rund um die Uraufführung heute nicht mehr exakt rekonstruieren lassen, passen sie jedoch zum anarchischen Gestus der damaligen modernen Musikszene. Das Konzert im Bremer Rundfunkhaus, bei dem auch Werke von Mauricio Kagel und Bengt Hambraeus auf dem Programm standen, hat eine musikgeschichtliche Bedeutung, die über diese eher kurzfristig wirkenden Provokationen hinausgeht. So wurde es später vom Kirchenmusiker Martin Lutschewitz als ein Wendepunkt in der Orgelmusik bezeichnet. Eine Live-Uraufführung des kompletten Stücks, ebenfalls durch Karl-Erik Welin, fand wenige Tage später in Amsterdam statt.

## Aufführungspraxis und Rezeption
Dass das Stück für moderne Orgeln eine technische Herausforderung ist, zeigte sich noch einmal bei einer Aufführung durch Guy Bovet in Bern, wo in der Französischen Kirche sämtliche Sicherungen der Orgel durchbrannten. Der Berner Organist Hans Eugen Frischknecht ging dazu über, zu Beginn des Werkes nur die Register des Hauptwerks einzusetzen. In anderen Kirchen, etwa in Hamburg oder in Basel, wurde die Aufführung des Stückes – so wie zuvor in Bremen – in bestimmten Fällen verhindert. In Hamburg wurde das Stück 1965 von Gerd Zacher in der Lutherkirche (Hamburg-Wellingsbüttel) aufgeführt und über den Rundfunk ausgestrahlt, was in der Zeitschrift Musik und Kirche folgendermaßen kommentiert wurde: „Nach unserem heutigen Musikempfinden ist dieses Werk keine Musik, geschweige denn Orgelmusik […]“ Dass am Ende des Stückes die Orgel den Wind aushaucht, wurde, so Zacher, von vielen Zuhörern als Ende eines Glaubenssymbols gedeutet. Andere Zuhörer verglichen das Stück gegenüber dem Organisten Zacher angesichts des Verlusts alter Orientierungen mit dem Zusammenbruch nach dem Krieg – und zugleich der Veranlassung, sich gegenüber Neuem zu öffnen.
1966 wurde das Stück von Ligeti noch einmal überarbeitet. Inzwischen ist es zu einem Klassiker der Moderne geworden, der entsprechend oft aufgeführt wird. Auch in der Kirchenmusik ist Volumina – obwohl es von einem Komponisten ohne religiöse Bindungen stammt – inzwischen fest verankert. Daniel Glaus sagte anlässlich einer Aufführung in einem Pfingstgottesdienst, dass den Zuhörern „der heilige Geist um die Ohren brauste“. Inzwischen wurde es auch im Bremer Dom ohne technische Komplikationen aufgeführt, etwa am 19. März 2009 im Antrittskonzert des Organisten und Bremer Musikprofessors Hans Davidsson, der in Göteborg Orgel studiert hat.
Auf CD sind Einspielungen von Karl-Erik Welin (Orgel der Petrikirche (Mülheim)), Gerd Zacher, Zsigmond Szathmáry (mit Registrantin Ai Szathmáry an der St.-Martins-Kirche zu Olten), Hans-Ola Ericsson, Dominik Susteck und  Hans Eugen Frischknecht (Orgel der Johanneskirche (Bern)) erhältlich.